# Ducatul Limburg
Ducatul Limburg (germană Herzogtum Limburg, franceză Duché de Limbourg, neerlandeză Hertogdom Limburg) a fost un ducat medieval situat pe teritoriul actual al Belgiei, Olandei și Germaniei.

## Teritoriu
Teritoriul ducatului este actualmente divizat între Belgia, Olanda și Germania. În Belgia, teritoriul aparține provinciilor actuale Liège și Limburg (localitatea Voeren. În Olanda, sudul provinciei Limburg aparținea ducatului iar în Germania se găsește orașul Herzogenrath ce a aparținut ducatului.
Teritoriul era organizat sub forma a 4 domenii Baelen, Herve, Montzen, Walhorn și 7 seniorii enclavate în Principatul Liège. Pentru o lungă durată de timp, Comitatul Dalhem a fost dependent de Ducatul Limburg și Ducatul Brabant.

## Istoric
Teritoriul a făcut parte din Imperiul Roman iar apoi a fost cucerit de Franci. În urma Tratatului de la Verdun teritoriul face parte din Lotharingia. Ulterior devine un comitat, "Comitatul Lengau", vasal al comitatului de Liège. Frederic de Luxemburg îl oferă ca zestre fiicei sale Jutta ca urmare a căsătoriei acesteia cu Waleran, contele de Arlon. În jurul anului 1070 acesta construiește un castel în Lengau și îl numește Limburg (Len-Burg). Cu această ocazie apare titlul de conte de Limburg.
În secolul XI oare loc o dispută importantă pentru titlul de Duce de Lotharingia Inferioară între conții de Limburg și cei de Louvain. Doi conți de Limburg devin duci de Lotharingia inferioară ridicând astfel comitatul Limburg la nivelul de ducat. În cele din urmă din conflict ies învingători conții de Louvain și aceștia devin duci de Brabant. Ultima membră a familiei de Limburg, Ermengarda, moare fără a lăsa urmași în 1283. Un conflict se naște între soțul acesteia Reginald I de Geldern și vărul său Adolf al V-lea de Berg. Reginald obține titlul de duce de la regele Rudolf de Habsburg însă este nevoit să vândă titlul lui Ioan I de Brabant deoarece nu avea mijloacele de a-l păstra. În urma Bătăliei de la Worringen din 1288 acesta ocupă ducatul Limburg, ce va avea în continuare un destin similar cu cel al Brabantului.
În 1430, Casa de Brabant rămâne fără moștenitori, astfel că ducatul intră sub dominația Casei de Valois Burgunde. Astfel Ducatul Limburg intră în componența Țărilor de Jos Burgunde. În urma căsătoriei ultimei supraviețuitoare a liniei burgunde, Maria de Burgundia cu Maximilian I de Habsburg, împărat al Sfântului Imperiu Roman, ducatul intră sub influența habsburgică. La moartea fiului acestora, Carol Quintul, domeniile habsburge sunt împărțite între ramurile spaniole și austriece ale familiei, Țările de Jos intră astfel sub influența ramurii spaniole.

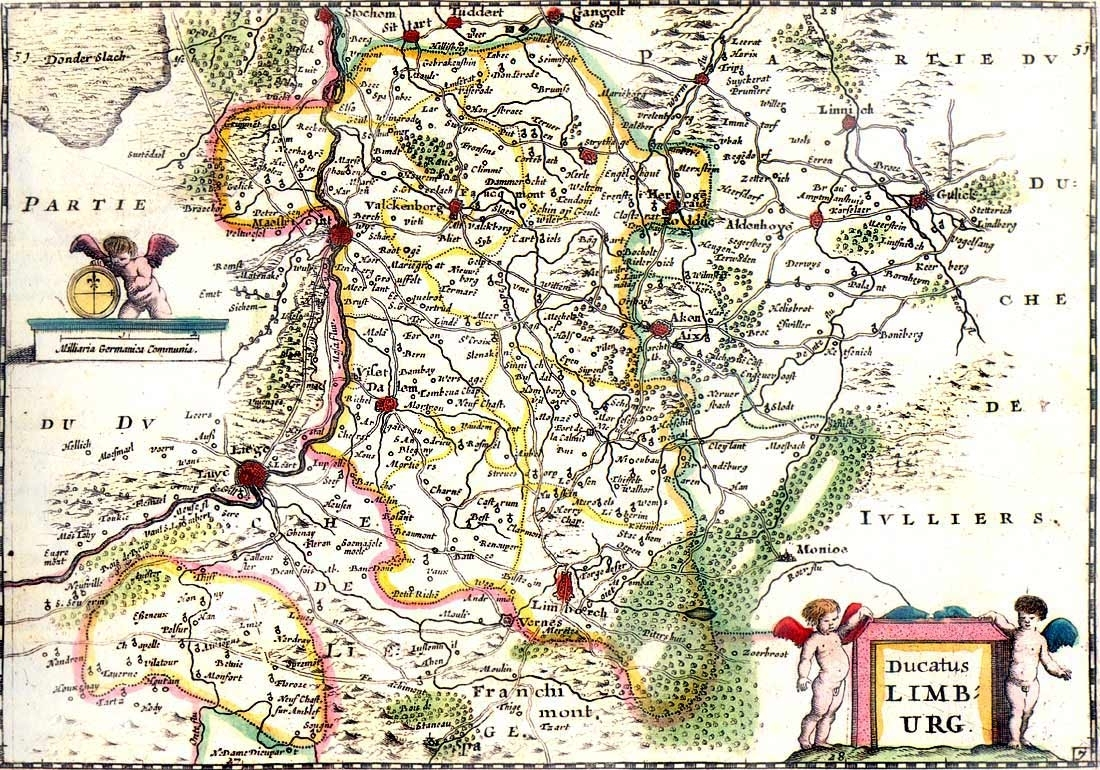
Ducatul Limburg în 1635

În urma Războiului de optzeci de ani, partea de nord a Țărilor de Jos își câștigă independența, formând Provinciile Unite. În cadrul acestora, unul din Teritoriile Generalității conține o parte din teritoriul ducatului Limburg. Restul teritoriului rămâne sub dominație spaniolă iar în urma Războiului pentru Succesiunea Spaniolă prin care casa de Habsburg este înlocuită cu casa de Burbon pe tronul Spaniei, intră sub dominație austriacă făcând parte din Țările de Jos austriece.
Odată cu izbucnirea Revoluției franceze și a Războaielor revoluționare franceze, teritoriul este ocupat și integrat în Republica Franceză, Ducatul Limburg fiind astfel abolit în 1795. Teritoriul este reorganizat în departamente, Ducatului Limburg intrând în componența departamentelor Meuse-Inférieure și Ourthe.